# (8282) Delp
Pour les articles homonymes, voir Delp.
(8282) Delp est un astéroïde de la ceinture principale.

## Description
(8282) Delp est un astéroïde de la ceinture principale. Il fut découvert le 10 septembre 1991 à Tautenburg par Freimut Börngen. Il présente une orbite caractérisée par un demi-grand axe de 3,09 UA, une excentricité de 0,17 et une inclinaison de 0,5° par rapport à l'écliptique.

## Compléments